# Simon Buret
Pour les articles homonymes, voir Buret.
Simon Buret, né le 9 juin 1981 à Paris, est auteur-compositeur-interprète, musicien, acteur, peintre et mannequin franco-américain. 
Depuis 2004, il est le chanteur du groupe AaRON.

## Biographie

### Famille
Simon est né d'un père américain et d'une mère française.

### Formation
Il étudie à l'école d'art Auguste Renoir Paris, puis aux ateliers des beaux arts de Bruxelles, et étudie la direction d'acteurs, dirigé par Robert Cordier. Le violon au conservatoire du 10e arrondissement, à Paris. 

### Expositions
Sa première exposition de peinture, intitulée "Acrylic.ink.life, on paper" eu lieu à la galerie Ofr à Paris en 2020. En septembre 2021, il réalise la fresque monumentale sur le plafond du restaurant Le Bœuf sur le toit. Une seconde exposition de ses travaux , nommée "the travels" ainsi qu'un catalogue de ses œuvres est organisé à nouveau par la galerie Ofr en septembre 2021. Une premiere vente de ses œuvres est effectuée par la maison Sotheby's dans leur galerie parisienne en février 2023 "Simon Buret, living contemporary", autour d'une curation de son chef sur l'art premier, et le design contemporain. En Juin 2023 il crée une fresque de 44 mètres carrés pour le plafond d'un Palace à Venise, en Italie, le Nolinski Venezia, du groupe Evok, ainsi que deux œuvres dans le bar bibliothèque du lieu. 

## Discographie
- 2007 : Artificial Animals Riding on Neverland

1. Endless Song
2. U-Turn - Lili
3. O-Song
4. Mister K.
5. Blow
6. Beautiful Scar
7. Strange Fruit
8. Angel Dust
9. War Flag
10. Lost Highway
11. Le Tunnel D'or
12. Little Love
13. Last Night Thoughts

- 2008 : Artificial Animals Riding On Neverland

1. Endless Song
2. U-Turn - Lili
3. O-Song
4. Mister K.
5. Blow
6. Beautiful Scar
7. Strange Fruit
8. Angel Dust
9. War Flag
10. Lost Highway
11. Le Tunnel D'or
12. Little Love
13. Last Night Thoughts
14. Le Tunnel D'or Symphonique
15. Endless Song Symphonique
16. Famous Blue Raincoat Unplugged
17. U-Turn - Lili Live
18. Beautiful Scar Live
19. Angel Dust Live
20. War Flag Live

- 2010 : Birds in the Storm

1. Ludlow L
2. Rise
3. Seeds Of Gold
4. Waiting For The Wind To Come
5. Inner Streets
6. Song For Ever
7. Arm Your Eyes
8. Birds In The Storm
9. The Lame Souls
10. A Thousand Wars
11. Passengers
12. Embers

- 2013 : Les Yeux fermés (Bande originale)

1. L'éveil
2. Premier jour
3. Antoine 1
4. Last Night Thoughts
5. Pierre
6. Antoine 2
7. L'origine
8. Les oiseaux
9. Les yeux fermés

- 2015 : We Cut the Night

1. Blouson noir
2. The leftovers
3. Onassis
4. Invisible stains
5. We cut the night
6. 2:22
7. Magnetic Road
8. Ride On
9. Shades of Blue
10. Maybe on the moon

- 2020 :  Anatomy of light

1. The Flame
2. Odyssée
3. Ultrarêve
4. Reeds
5. Minuit
6. Fastlane
7. Keep walking love
8. Sauvages
9. H.K
10. Apollo
11. Les Rivieres
12. The flame ( piano version)

## Filmographie
- 2005 : Le Héros de la famille de Thierry Klifa
- 2005 : Les Chevaliers du ciel de Gérard Pirès : Jackpot
- 2005 : Dans tes rêves de Denis Thybaud : Régis
- 2006 : Appel en absence de Marc Obin : David Mercier
- 2006 : Je vais bien, ne t'en fais pas de Philippe Lioret : l'ami de Loïc (film dans lequel figurent deux titres d'AaRON : U-Turn (Lili) et Mister K)
- 2007 : J'aurais voulu être un danseur d'Alain Berliner : Maurice
- 2008 : Le Rescapé de l'Hippocampe de Julien Lecat : Paul
- 2009 : La Dérive de Philippe Terrier-Hermann
- 2010 : Tout ce qui brille de Géraldine Nakache et Hervé Mimran : Maxx
- 2012 : Les Yeux fermés de Jessica Palud : Pierre
- 2014 : Être ou ne pas être de Laetitia Masson
- 2018 : Genius Picasso de Ron Howard et Brian Grazer : Jean Cocteau